# 西大西洋小公魚
西大西洋小公魚（学名：Anchoviella cayennensis）為輻鰭魚綱鲱形目鳀科的其中一種，分布於西大西洋區，從委內瑞拉至巴西海域，棲息深度1-50公尺，本魚體延長而側扁，吻短，約1/2眼徑，上頷短，體側有一寬銀色條紋，寬度約3/4眼徑，臀鰭軟條12-14條，體長可達13.5公分，喜群游，棲息在沿海，能忍受鹽度的變化，以浮游生物為食。

## 擴展閱讀
維基物種上的相關：西大西洋小公魚